# La moza honrada
La moza honrada (La putta onorata en su título original en dialecto veneciano) es una obra de teatro en tres actos del dramaturgo italiano Carlo Goldoni, escrita en 1748.

## Argumento
Ambientada en la ciudad de Venecia, la bella Bettina se enamora de Pasqualino, un joven que la muchacha cree que es hijo de un gondolero. Sin embargo, aunque él mismo lo ignora, de pequeño fue adoptado, y en realidad es hijo del comerciante Pantalone, quien a su vez desconoce el asunto. Para complicar la situación, interviene el marqués Ottavio, locamente enamorado de Bettina, a la que consigue secuestrar.
Solo al final de la comedia se resolverán todos los equívocos.

## Personajes
- Ottavio, marqués de Ripaverde
- Beatrice, su esposa

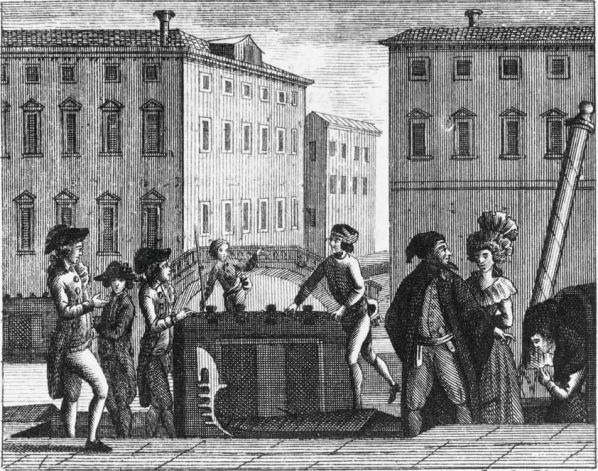
La putta onorata, grabado de 1791

- Pantalone de' Bisognosi, mercante veneciano
- Bettina, muchacha veneciana, protegida de Pantalone
- Catte, esposa de Arlecchino y hermana de Bettina
- Messer Menego Cainello, padre de Pasqualino
- Lelio, supuesto hijo de Pantalone, hijo de Menego
- Pasqualino, supuesto hijo Menego, hijo de Pantalone
- Donna Pasqua da Pelestrina, esposa de Menego
- Brighella, criado
- Arlecchino, marido de Catte